# Origo

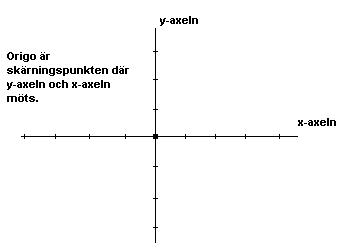
Bild som beskriver origo.

Origo (från latinets origo, "ursprung") i ett koordinatsystem kallas punkten där axlarna skär varandra, "mitten". De vanligaste systemen är två-dimensionella (i ett plan) och tre-dimensionella (i rymden), vilka har två respektive tre vinkelräta axlar. Dessa delas i två halvor vid origo, en positiv och en negativ halva.
Alla positioner i planet eller rymden kan då anges som avstånd från origo, tillsammans med en eller flera vinklar. Detta är grunden för polära och sfäriska koordinater.